# 池本甚四郎

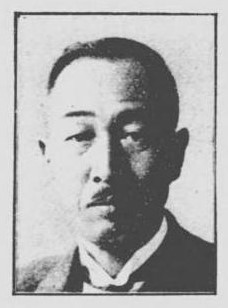
池本甚四郎

11代 池本 甚四郎（いけもと じんしろう、1890年（明治23年）11月18日 - 1964年（昭和39年）1月30日）は、大正から昭和期の農業経営者、醸造家、政治家。衆議院議員、京都府会議長、京都府久世郡小倉村長、宇治市長。旧名・嘉一郎、号・水也。

## 経歴
京都府久世郡小倉村大字小倉小字久保（現宇治市小倉町）で、素封家の10代池本甚四郎、静の長男として生まれる。小倉尋常小学校（現宇治市立小倉小学校）、久世郡組合高等小学校、伏見彰徳高等小学校、府立京都第二中学校（現京都府立鳥羽高等学校）を経て、1913年（大正2年）3月、山口高等商業学校を卒業した。卒業後、家業の醤油醸造業に従事した。1920年（大正9年）4月、京都市立第一商業学校（現京都市立西京高等学校・附属中学校）教諭に就任し、また宇治に設立された夜間中学の教師も務めた。1924年（大正13年）12月、父の隠居に伴い家督を相続し、11代甚四郎を襲名し、教職を辞して家業を継承した。
1925年（大正14年）から小倉村会議員、学務委員、伏見税務署所轄内所得調査委員、同土地価格調査委員、相続税審査委員、小作調停委員、淀川木津川水害予防組合会議員、久世郡教育部会常議員などを務めた。1930年（昭和5年）1月、小倉村長に就任し1936年（昭和11年）1月まで在任。その他、小倉村農会長、久世郡農会議員、城南竹林同業組合長なども務めた。
1927年（昭和2年）9月、第1回京都府会普通選挙で立憲民政党系として出馬して当選し1935年（昭和10年）9月まで2期在任した。この間、参事会員、副議長、議長を務め、城南高等女学校（のち京都府立城南高等学校、2009年閉校）の設立、橋梁の架け替えなどに尽力した。1936年（昭和11年）2月、第19回衆議院議員総選挙に京都府第2区から出馬して当選し、第20回総選挙でも再選。1942年（昭和17年）4月、第21回総選挙に翼賛政治体制協議会の推薦を受けて出馬し再選され、衆議院議員に連続3期在任した。この間、衆議院政務調査会幹事、予算委員、農地委員、大政翼賛会審査部理事、農林省委員、翼賛政治会政調幹事、同商工・内務兼務委員などを務め、城南地方を中心とした交通の整備、産業振興に尽力した。戦後、日本自由党に所属し、その後、公職追放となり、1950年（昭和25年）10月に解除された。1954年（昭和29年）11月5日、宇治市長に就任し、赤字財政の再建に尽力し、1期在任して1958年（昭和33年）11月4日に退任した。
また、父の遺志を継いで巨椋池開墾干拓事業に奔走し、1932年（昭和7年）10月、巨椋池耕地整理組合（のち巨椋池土地改良区）を設立して副長となり、その後、組合長も務め、1941年（昭和16年）11月の事業の竣工に尽くした。その他、京都府耕地協会長、同土地改良協会長、帝国耕地協会理事、同監事などを務めた。
その他、自由民主党京都支部顧問などを務めた。